# Sainte-Lucie aux Jeux olympiques d'été de 2004
Sainte-Lucie ont envoyé deux athlètes aux Jeux olympiques de 2004 à Athènes en Grèce.

## Résultats

### Athlétisme
marathon homme :
- Zepherinus Joseph : 80e place au classement final

### Natation
100 m papillon femme :
- Natasha Sara Georgeos : 38e place au classement final

## Officiels
- Président : Richard Peterkin
- Secrétaire général : Alfred Emmanuel